# Балка Вербова (притока Грузької)
Балка Вербова — балка (річка) в Україні у Донецькому районі Донецької області. Ліва притока річки Грузької (басейн Азовського моря).

## Опис
Довжина балки приблизно 8,02 км, найкоротша відстань між витоком і гирлом — 6,35  км, коефіцієнт звивистості річки — 1,26 . Формується декількома балками та загатами.

## Розташування
Бере початок на північно-західній стороні від села Новомиколаївки. Тече переважно на південний захід через село Вербівку та селище Грузько-Зорянське і впадає у річку Грузьку, ліву притоку річки Кальміусу.

## Цікаві факти
- Від витоку балки на східній стороні на відстані приблизно 2,80 км пролягає автошлях Т 0507[4] (автомобільний шлях територіального значення у Донецькій області. Пролягає територією Донецької, Макіївської та Харцизької міськрад, а також територією Амвросіївського району через Донецьк — Макіївку — Харцизьк — Іловайськ — Амвросіївку — Успенку (пункт контролю). Загальна довжина — 62,5 км.).

- На балці існує декілька териконів[2].